# 伊丹市歌
「伊丹市歌」（いたみしか）は、日本の兵庫県伊丹市が制定した市歌である。作詞・和仁敏之、補作・富田砕花、作曲・大澤壽人。

## 解説
1940年（昭和15年）に川辺郡伊丹町と稲野村が合併し、市制を施行してから10周年となる1950年（昭和25年）に制定された。歌詞は『伊丹市公報』を通じて懸賞募集が行われ、74篇の応募作から県立伊丹高校在校生の和仁敏之による応募作を準入選として審査委員の富田が補作したものを採用している。作詞者の和仁は県立伊丹高校在校中に制定された同校の校歌も作詞しており、その作曲者も市歌と同じ大澤壽人であった。旋律は2003年（平成15年）12月末に著作権の保護期間を満了している。
兵庫県の阪神間における市歌制定は1940年（昭和15年）の「尼崎市歌」、1946年（昭和21年）の「西宮市歌」、1949年（昭和24年）の「芦屋市民のうた」に次いで伊丹市が4番目であった。歌詞は1番で市内を流れる猪名川と伊丹酒の醸造、2番で歌枕として名高い猪名野笹原と奈良時代に昆陽寺を開基し昆陽池の造営を指導した行基の事績、3番では江戸時代を代表する俳聖の1人として名高い上島鬼貫を取り上げているが、1939年（昭和14年）に大阪第二飛行場として開設された伊丹空港は取り上げられていない。市歌の初演奏は制定年の10月10日に開催された市制10周年記念式典で行われ、11月1日付の『伊丹市公報』に楽譜が掲載された。

### 現状
1970年代以降は市の行事で演奏されることもほとんど無くなり、市の公式サイトでも市章や市旗は紹介されているが市歌については一切の言及が無い。『伊丹市史』にも市歌制定に関する記述は見当たらず、2012年（平成24年）刊の『全国 都道府県の歌・市の歌』にも掲載されていないが、2009年（平成21年）に発行された『伊丹市教育史 学校教育編』では巻頭において歌詞と楽譜に添える形で作詞者自身による解説が掲載されている。
2014年（平成26年）には伊丹市立図書館が発行するフリーペーパー『伊丹公論』第24号（復刊5号）に市歌の紹介記事が掲載され、図書館のサイトで楽譜を公開するようになった。2025年（令和7年）2月22日にはハッピーエフエムいたみの企画で市歌が紹介され、番組内で伊丹市少年少女合唱団が斉唱している。同年5月28日には、ハッピーエフエムいたみのYouTubeチャンネルで落語家の桂文りんによる市歌の独唱が公開された。

## 伊丹市に関する市歌以外の楽曲
町制末期の1937年（昭和12年）には「伊丹音頭」（戦前版）や「伊丹小唄」が作成されていた。
伊丹音頭（戦後版）
- 作詞：下村宝月 作曲：山根久雄 編曲：坂下滉

市歌制定の翌1951年（昭和26年）8月に市民音頭として「伊丹音頭」（昭和初期のものとは同名異曲）が作られた。2011年（平成23年）に日本伝統文化振興財団から藤みち子の歌唱でCD化されている。
伊丹市民の歌
- 作詞：小林利之進 作曲：西垣敏雄 編曲：早野柳三郎

1965年（昭和40年）の市制25周年記念歌として作られた楽曲で、1967年（昭和42年）版の市勢要覧『いたみ'67』に歌詞と楽譜が掲載された。歌詞は懸賞募集ではなく、当時の助役が自ら行っている。
伊丹ロマンシティ
- 作詞：荒川伊津子 補作詞：佐坂茂男 作曲：林貞利 補作曲・編曲：川澄健一

この伊丹
- 作詞：木下姿津山 補作詞：竹中郁 作曲：川澄健一

1980年（昭和55年）の市制40周年を記念し、市民愛唱歌として「伊丹ロマンシティ」と「この伊丹」の2曲が選定された。